# Indigofera schultziana
Indigofera schultziana är en ärtväxtart som beskrevs av Ferdinand von Mueller. Indigofera schultziana ingår i släktet indigosläktet, och familjen ärtväxter. Inga underarter finns listade i Catalogue of Life.